# 細點鏢鱸
細點鏢鱸為輻鰭魚綱鱸形目鱸亞目河鱸科的其中一種，分布於美國密蘇里州、阿肯色州的密蘇里河、白河及Castor河等流域，體長可達10公分，棲息在岩石底質的溪流、水塘。